# Jay Clark
Jay Clark junior (* 25. Januar 1880 in Newton; † 6. Februar 1948 in Worcester) war ein US-amerikanischer Sportschütze.

## Erfolge
Jay Clark, der für die Boston Athletic Association aktiv war, nahm an den Olympischen Spielen 1920 in Antwerpen im Trap teil. Den Mannschaftswettbewerb schloss er mit der US-amerikanischen Mannschaft auf dem ersten Rang ab, mit 547 Punkten hatten die US-Amerikaner 44 Punkte Vorsprung auf die zweitplatzierten Belgier. Neben Clark gehörten noch Mark Arie, Horace Bonser, Frank Troeh, Frank Wright und Forest McNeir zum Team.
Clark betätigte sich außerdem als Rennfahrer. Er erlangte Universitätsabschlüsse am Grinnell College und an der Harvard Law School und war in der Folge als Rechtsanwalt  in Worcester tätig, wo er 1948 starb.